# 배수체
배수체(倍數體, polyploid)란 두 벌 이상의 염색체를 가지는 생물체를 말한다. 세포분열의 사건으로 생기는데, 자연적 발생도 있지만 인위적인 자극에 의해서도 일어난다. 일반적으로 몸의 크기가 종자의 크기보다 크므로 작물의 품질 개량에 이용된다.
또다른 넓은 의미로는 배수성을 의미하기도 한다.

## 같이 보기
- DNA